# هوانغبو كوان
هوانغبو كوان مواليد 1 مارس 1965 في دايغو، هو لاعب كرة قدم كوري جنوبي دولي سابق كان يلعب كلاعب وسط. سبق له أن لعب في كأس العالم لكرة القدم مع منتخب بلاده.

## المسيرة الاحترافية

### أندية لعب لها
- جيجو يونايتد
- أويتا ترينيتا

## روابط خارجية
- هوانغبو كوان على موقع الاتحاد الدولي (مؤرشف)  (الإنجليزية)
- هوانغبو كوان على موقع دوري كوريا الجنوبية (الإنجليزية)
- هوانغبو كوان على موقع قاعدة بيانات كرة القدم.إي يو (الإنجليزية)
- هوانغبو كوان على موقع ناشيونال فوتبول تيمز (الإنجليزية)